# ストートン男爵
ストートン男爵（英: Baron Stourton、[ˈstɜːrtən]）は、イギリスの貴族、男爵。ジョン・ストートンが1448年に貴族院へ議会招集されたことに始まる。イングランド貴族でありながらカトリック信仰の当主を多数輩出したため、長く貴族院に議席を保持できなかった。第20代男爵アルフレッド・ストートンが1878年により古い男爵位のモウブレー男爵・セグレイヴ男爵位を女系継承したため、これ以降は3つの男爵位が統合されて現在に至る。
一族の紋章は、ウィルトシャー・ストートンに位置した同家の地所周辺に湧いていた6か所の泉を描いたもの。

## 歴史
ストートン家は古くからウィルトシャー・ストートンの領地を拠点とした一族で、1427年以前には既にフィッツペイン家 (Family of FItzpayne) からストートンの地所を購入していたとされる。この所領との関係は同家の紋章にも描かれている。領地付近を流れるストー川はストーヘッド周辺にある6つの泉を水源とし、そのうちウィルトシャー内の3つの泉をストートン家が保持し、残る3つはサマセットシャーに属して他家が維持していた。これを象って、紋章では黒の地に6つの水泉紋を置き、州境を示す金色の斜帯によって泉が3つずつに分かたれている。

### 男爵家の黎明

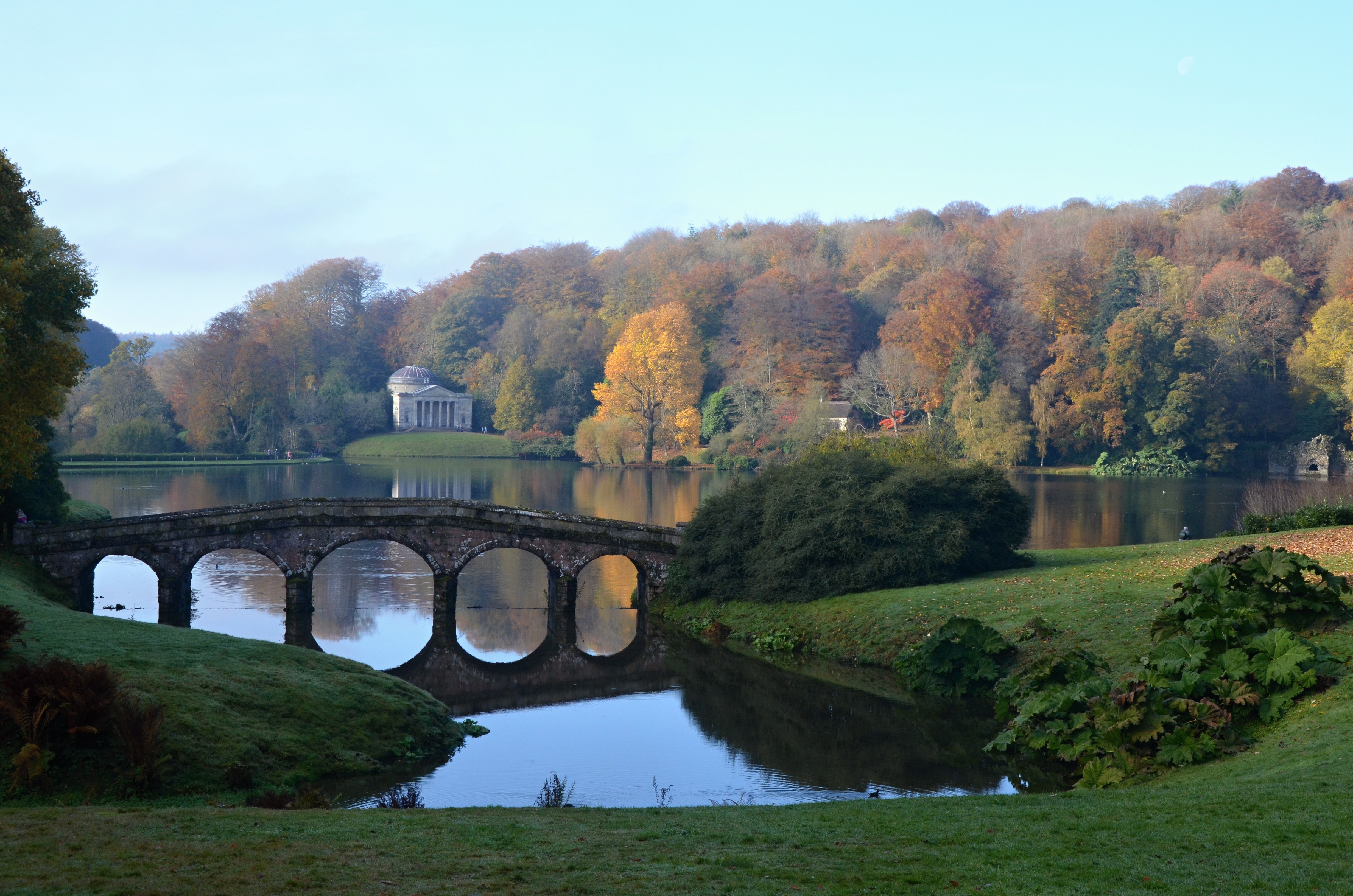
ストーヘッドの湖沼。周辺には男爵家の旧邸宅があった。

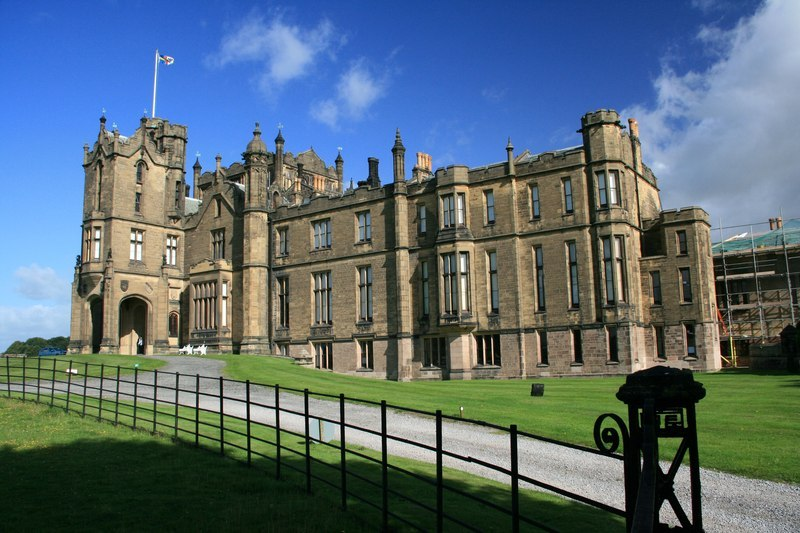
アラートン城。男爵家のかつての居城。

その一族の流れを汲むジョン・ストートン(1400-1462) はイングランド領カレー防衛委員を担当した武人にして王室会計長官を務めた廷臣でもあり、百年戦争末期には対仏交渉にも赴いた人物である。彼は1448年5月13日に貴族院より「ウィルトシャー・ストートンのストートン男爵 (Baron Stourton, of Stourton in the County of Wiltshire)」として議会招集を受けてイングランド貴族に昇った。通常、議会招集によって成立した爵位には男子のみならず女子にも継承が認められる。しかし、ストートン男爵位には「初代男爵の男子相続人」の継承規定が定められて、他のイングランド貴族爵位よりも継承要件が厳格化されていた。初代男爵の死去後、その直系子孫が爵位を襲ったが、2代男爵ウィリアム (1430頃–1478)、3代男爵ジョン (1454頃-1485) は始祖と異なっていずれも国政への積極的な関与は避けた。その後、4代男爵ジョンが夭折すると、爵位は2代男爵の弟の系統に移行した。
この系統の5代男爵ウィリアム (1457-1523) は政治の表舞台に再び登場した当主で、神聖ローマ皇帝戴冠に向かうカルロス1世と国王ヘンリー8世が会談した際はこれに随行している。その子の6代男爵エドワード (1463-1535) もヘンリー8世の離婚問題では国王側に付き、教皇への釈明状にも署名した。その息子の7代男爵ウィリアム (1505-1548) はヘンリー8世に随行して国王の4度目の妃アン・オブ・クレーヴズと会見した人物で、1544年のスコットランド侵攻にも参加した。

### ストートン家の受難
8代男爵チャールズ (1520–1557) は母の再婚問題の件で近隣の地主ウィリアム・ハートギル (William Hartgill) と確執を深め、やがてハートギルとその息子を拉致し殺害に及んだ。逮捕後の裁判の結果、有罪との判決が下りて絞首刑に処された。その息子の9代男爵ジョン (1553-1588) は1575年に議会招集を受けて貴族院に列したが、『完全貴族名鑑』は「8代男爵は重罪による法権喪失のため爵位を失っており、その子ジョン・ストートンは1575年の議会招集を受けて新規に爵位を得た」という考え方を説いている。
そのジョンには男子がなく、彼の弟エドワードが爵位を襲って以降はこの系統で続くが、以降のストートン家は衰微をたどる。例えば、10代男爵エドワードは政府転覆未遂事件の火薬陰謀事件への関与の疑いが持たれて、一時はロンドン塔に収監された。さらに、11代男爵ウィリアム (1594頃-1672) は王党派として国王チャールズ1世を支持した人物だが、カトリック信仰を議会派から指弾されて財産没収の憂き目に遭っている。また、12代男爵ウィリアム (?-1685年) も信仰を維持しつつ1673年に貴族院議員となったものの、貴族に対しても宗教審査を行う1678年審査法成立とともに議会から追放された。ストートン家は以降、1829年ローマ・カトリック信徒救済法によるカトリック解放まで、イングランド貴族でありながら貴族院に議席を占めることはできなかった。12代男爵以降は、長男エドワード、次男トマス、その甥チャールズ、その弟ウィリアム、その子チャールズ、さらにその息子ウィリアムの順で爵位継承された。

### 貴族院復帰後

男爵家の現在の紋章。6分割されたうち、1st部分がストートン家の紋、2ndはハワード家、3rdはモウブレー家、4thがセグレイヴ家、5thがノーフォーク伯家、6thがタルボット家のもの。

18代男爵ウィリアム(1776–1846)の代にカトリック解放が行われて、彼も貴族院に復帰を果たした。彼の祖母はハワード家の人間であったことから、彼の孫の代に遠縁の爵位継承がなされることとなる。
すなわち、ウィリアムの孫にあたる20代男爵アルフレッドが1878年の貴族院裁定を受けて、1世紀近く保持者不在となっていたモウブレー男爵・セグレイヴ男爵位の継承者に確定した。
その子の21代男爵チャールズ(1867–1936)はさらにモウブレー男爵家がかつて保持していたノーフォーク伯爵位 (Earl of Norfolk、1312年創設のイングランド貴族爵位) に関しても爵位回復の請願を行ったが、こちらは1906年に貴族院特権委員会によって却下された。
その孫にあたる23代男爵チャールズ (1923-2006) は保守党の政治家で、1967年から1980年にかけて侍従たる議員を務めた。また、1999年の貴族院法制定以降も貴族院に引き続き籍を置いていた。
その23代男爵の孫にあたる25代男爵ジェイムズ (1991-) が男爵家現当主である。
ストートン家は代々ストーヘッドに邸宅を構えていたが、1717年に銀行家ヘンリー・ホアに邸宅・地所ともに売却した。現在、ストーヘッドに残る邸宅はホア家によって建てられたものである。続く邸宅として、17代男爵チャールズが1805年にアラートン城を購入、1807年には自邸内にカトリック様式の礼拝堂を建てている。1983年にジェラルド・ロルフ医師が買い取るまで一族の居城であった。
男爵家の紋章に刻まれるモットーは『我、王家に生涯の忠節たらん (Loyal Je Serai Durant Ma Vie)』。

## ストートン男爵（1448年）
- 初代ストートン男爵ジョン・ストートン（英語版）(1400–1462)
- 第2代ストートン男爵ウィリアム・ストートン（英語版） (c. 1430 – 1478)
- 第3代ストートン男爵ジョン・ストートン（英語版） (c. 1454 – 1485)
- 第4代ストートン男爵フランシス・ストートン (1485–1487)
- 第5代ストートン男爵ウィリアム・ストートン（英語版） (c. 1457 – 1523)
- 第6代ストートン男爵エドワード・ストートン（英語版） (1463–1535)
- 第7代ストートン男爵ウィリアム・ストートン（英語版） (c. 1505 – 1548)
- 第8代ストートン男爵チャールズ・ストートン（英語版） (c. 1520 – 1557)
- 第9代ストートン男爵ジョン・ストートン（英語版） (1553–1588)
- 第10代ストートン男爵エドワード・ストートン（英語版） (c. 1555 – 1633)
- 第11代ストートン男爵ウィリアム・ストートン（英語版） (c. 1594 – 1672)
- 第12代ストートン男爵ウィリアム・ストートン（英語版） (d. 1685)
- 第13代ストートン男爵エドワード・ストートン (1665–1720)
- 第14代ストートン男爵トマス・ストートン (1667–1744)
- 第15代ストートン男爵チャールズ・ストートン (1702–1753)
- 第16代ストートン男爵ウィリアム・ストートン (1704–1781)
- 第17代ストートン男爵チャールズ・ストートン (1752–1816)
- 第18代ストートン男爵ウィリアム・ストートン（英語版） (1776–1846)
- 第19代ストートン男爵チャールズ・ストートン（英語版） (1802–1872)
- 第20代ストートン男爵アルフレッド・ジョセフ・ストートン（英語版） (1829–1893)（1878年にモウブレー男爵位・セグレイブ男爵位継承）
- 第21代ストートン男爵チャールズ・ボトルフ・ジョセフ・ストートン（英語版） (1867–1936)
- 第22代ストートン男爵ウィリアム・マーマデューク・ストートン（英語版） (1895–1965)
- 第23代ストートン男爵チャールズ・エドワード・ストートン（英語版） (1923–2006)
- 第24代ストートン男爵エドワード・ウィリアム・スティーヴン・ストートン（英語版） (1953-2021)
- 第25代ストートン男爵ジェイムズ・チャールズ・ピーター・ストートン (1991- ).